# Картрайт, Джон
Джон Картрайт (John Cartwright; 17 сентября 1740 — 23 сентября 1824) — английский политик и публицист.

## Биография
Служил первоначально во флоте, но оставил службу, чтобы не участвовать в войне с североамериканскими колониями. В 1780 он в целом ряде журнальных статей и брошюр начал кампанию в защиту парламентской реформы, а затем и идей Французской революции. Неоднократно подвергался преследованию, в 1813 был посажен в тюрьму.
Получил от современников почётное имя «отца реформы». Публицистические труды Картрайта охватывают 52 тома. Главные сочинения: «American independence, the glory and interest of Great Britain» (1774); «Take your Choice; Representation and respect — Imposition and contempt; Long parliaments and slavery — Annual parliaments and liberty» (1777); «The Peoples Barrier against undue Influence and corruption» (1780); «The commonwealth in danger» (1795); «The constitutional Defense of England internal and external» (1796); «The state of the nation» (1809); «Reasons for Reformation» (1805).